# Het stadhuis op de Dam in Amsterdam
Het stadhuis op de Dam in Amsterdam is een schilderij van de Noord-Nederlandse schilder Gerrit Berckheyde in het Rijksmuseum in Amsterdam.

## Voorstelling
Het stelt het Paleis op de Dam voor toen het nog gebruikt werd als stadhuis van Amsterdam met rechts de Nieuwe Kerk en een gedeelte van de waag. Links in het verschiet is nog net een huis aan de Nieuwezijds Voorburgwal te zien. Het stadhuis was in Berckheydes tijd pas voltooid en werd door de Amsterdammers vol trots het 'achtste wereldwonder' genoemd. Berckheyde geeft het gebouw en de omgeving minutieus weer. En hij laat het zien zoals het was; zo zijn op de begane grond de plakresten van aanplakbiljetten op de muur zichtbaar.

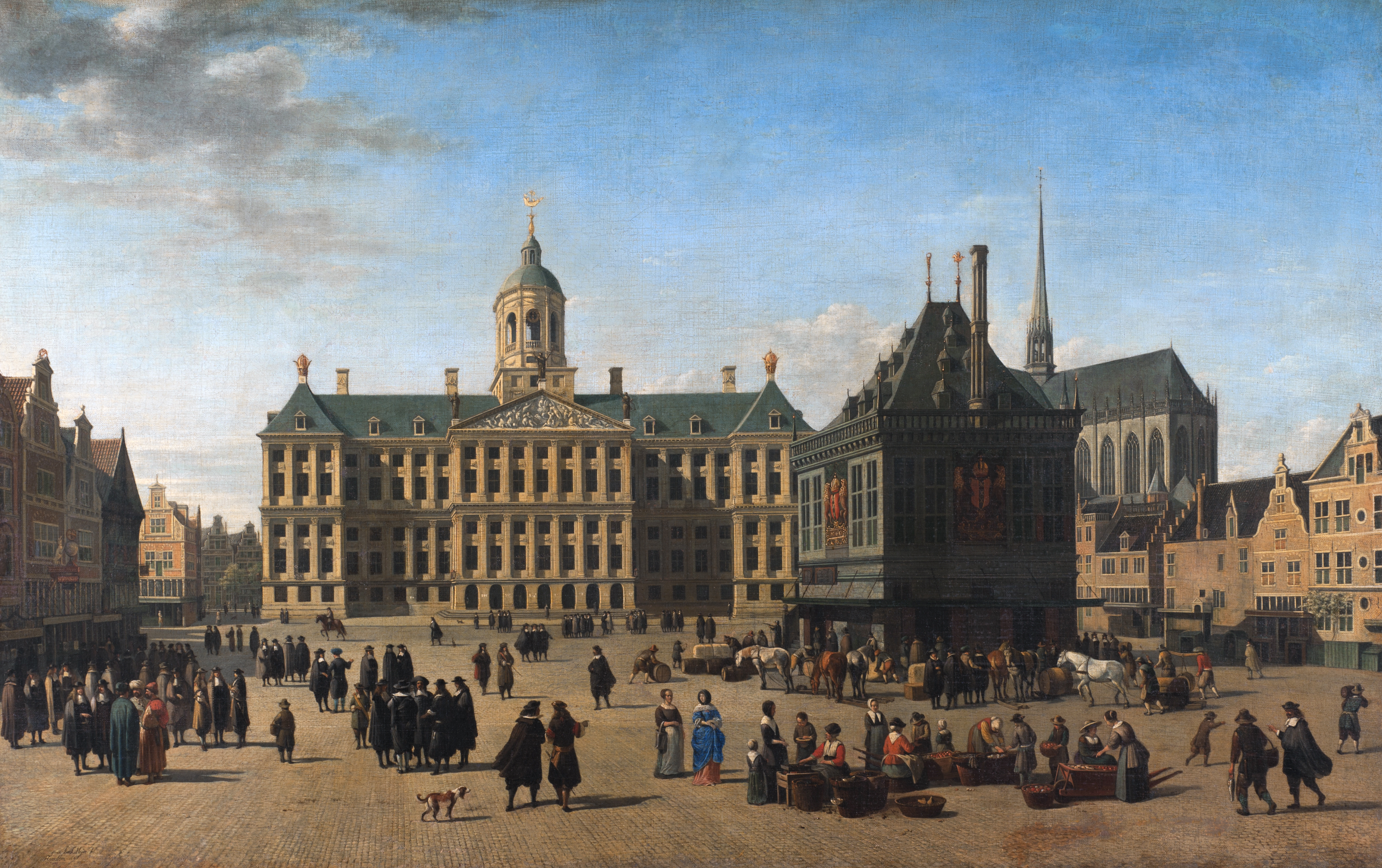
Gerrit Berckheyde, De Dam in Amsterdam (1668), Koninklijk Museum voor Schone Kunsten Antwerpen.

Al in vroege museumcatalogi wordt vermeld dat de voorgrond ‘eigenaardig gestoffeerd’ is. Aan de linkerkant ziet het letterlijk zwart van de mensen: uitsluitend mannen met zwarte hoeden en lange mantels. Rechts zijn enkele kooplieden aan het handelen. De balen die gemerkt zijn met de initialen van de koper worden door paarden weggesleept. Links van het midden zijn vier figuren te zien waarvan drie in niet-westerse kleding. Het zou hier gaan om een Turkse man, in gesprek met twee Joodse mannen en een Nederlander.
Berckheyde schilderde het stadhuis op de Dam verschillende keren vanaf verschillende standpunten. Het vroegst gedateerde schilderij uit deze groep dateert van 1668 en bevindt zich in het Koninklijk Museum voor Schone Kunsten Antwerpen.

## Toeschrijving en datering
Het schilderij is linksonder gesigneerd en gedateerd ‘Gerrit / Berck Heyde / 1672’.

## Herkomst
Het werk werd in 1828 door het Rijksmuseum verworven op een verkoping in Amsterdam.